# Agustín Sánchez-Lavega
Agustín Sánchez-Lavega (Bilbao, 26 de noviembre de 1954) es catedrático de Física Aplicada en la Escuela de Ingeniería de Bilbao (Universidad del País Vasco / Euskal Herriko Unibertsitatea) y es un destacado astrofísico cuya labor de investigación se centra en el estudio del Sistema solar. 

## Trayectoria académica
Agustín Sánchez Lavega se licenció en Ciencias Físicas en 1978 en la entonces Universidad de Bilbao, actualmente  UPV/EHU. Entre los años 1980 y 1987 desarrolló su labor profesional en el Centro Astronómico Hispano Alemán – Max Planck Institut für Astronomie en el Observatorio de Calar Alto, en Almería. Simultáneamente, en 1986 se doctoró en Ciencias Físicas en la  UPV/EHU recibiendo el Premio Extraordinario de Doctorado de la Facultad de Ciencias con una tesis sobre la atmósfera del planeta Saturno en donde describía por primera vez el fenómeno de las Grandes Manchas Blancas (GWS, de sus siglas en inglés). En 1987 se incorporó al Departamento de Física Aplicada I en la Escuela Técnica Superior de Ingeniería de Bilbao de la  UPV/EHU trabajando desde entonces en él. En 1989 impulsó la creación del Laboratorio de Técnicas Fototérmicas para el estudio de las propiedades térmicas de la materia, en cuyo desarrollo participó a lo largo de 14 años. Simultáneamente a mediados de los años noventa fundó el Grupo de Ciencias Planetarias de la  UPV/EHU  y en 2008 impulsó la creación del Aula Espazio Gela y de su Observatorio Astronómico, que es la primera entidad en la comunidad autónoma de Euskadi dedicada a la enseñanza de la Astronomía, Astrofísica y Ciencias del Espacio con nivel universitario. Ha ocupado diferentes cargos de gestión universitaria y de investigación entre los que figuran: miembro del comité asesor del sistema solar de la Agencia Espacial Europea (ESA) (2004 – 2006), miembro de la junta directiva de la Sociedad Española de Astronomía (2007-2010), director del Departamento de Física Aplicada I de la UPV/EHU (2009-2016), miembro del Patronato de la Fundación para la Ciencia Ikerbasque (2009-2015) y de la Comisión Nacional de Astronomía (2015-2020). Además ha sido gestor del plan estatal de Astronomía y Astrofísica (2017-2019) y miembro del scientific programme del European Extremely Large Telescope del European Southern Observatory (desde 2015).Entre otras organizaciones pertenece a la Unión Astronómica Internacional, la American Astronomical Society(División de Ciencias Planetarias), la American Geophysical Union, la European Geosciences Union, Europlanet Society, la Sociedad Española de Astronomía, la Real Sociedad Española de Física, y es miembro de número de la Real Sociedad Bascongada de Amigos del País. 

## Investigación
Su especialidad en la investigación científica es el estudio de las atmósferas planetarias, en donde ha hecho fundamentalmente contribuciones al estudio de la dinámica atmosférica y propiedades de sus nubes y partículas de las atmósferas de Venus, Marte,  Júpiter, Saturno, Titán, Urano, Neptuno y los planetas extrasolares sobre la base de estudios teóricos y las observaciones realizadas con grandes telescopios  terrestres , y con el Telescopio Espacial Hubble, así como las obtenidas con las misiones espaciales Voyager 1 y Voyager 2 (NASA), Galileo (NASA), Cassini (NASA, ESA), Curiosity (NASA), Venus Express (ESA) (co-investigador en el instrumento VIRTIS), Mars Express (ESA, investigador principal de la cámara VMC) y Mars 2020 rover Perseverance (NASA, co-investigador en el instrumento MEDA). Es asimismo coinvestigador en el instrumento MAJIS, una cámara hiperespectral para el rango visible e infrarrojo cercano, seleccionado para la misión espacial JUICE (Jupiter Ice Moon Explorer) de la ESA, que explorará Júpiter y sus satélites. Es asimismo investigador principal del instrumento PlanetCam UPV/EHU, una cámara astronómica de dos canales (visible e infrarrojo cercano) para observaciones astronómicas, fundamentalmente de los planetas, a alta resolución espacial y temporal. 
En total ha sido investigador principal de 40 proyectos de investigación sobre esta temática y presentado más de 400 contribuciones a congresos nacionales e internacionales. Ha dirigido 20 tesis doctorales y publicado más de 250 artículos de investigación en revistas especializadas, destacando entre otros los 25 publicados en las revistas de alto índice de impacto como Nature (en donde ha ocupado por cuatro veces portada) así como en Science, Nature Geoscience,  Nature Astronomy  y Nature Communications.Es coautor de capítulos de los libros “Jupiter” (Cambridge U. Press, 2004),“Extrasolar Planets” (Cambridge University Press, 2007), “Saturn from Cassini-Huygens” (Springer, 2009), Handbook of Exoplanets (Springer, 2018), Saturn in the 21st Century (2018), Zonal Jets (Cambridge University Press, 2019), Venus III (Springer, 2020). 
Entre sus investigaciones más destacadas se encuentran el estudio de los vientos del planeta Saturno , sus tormentas conocidas como Grandes Manchas Blancas , su onda hexagonal y el descubrimiento del vórtice polar en el hemisferio sur del planeta. En Júpiter destacan el estudio de sus vientos y tormentas de escala planetaria así como de sus anticiclones gigantes. También son notorios sus estudios de los vientos y la superrotación de Venus , su vórtice polar  y sus nubes. Otros trabajos incluyen en Marte el descubrimiento del festón más alto hasta ahora observado, el estudio de las tormentas de Titán y  del campo magnético en exoplanetas , así como el impacto de un asteroide con Júpiter  y la dinámica de las atmósferas de Urano y Neptuno.

## Docencia y divulgación científica
Desde 1987 es profesor de las asignaturas de Física, Astronomía y Astrofísica, Astrodinámica y  Física de las Atmósferas Planetarias,  entre otros en las titulaciones de grado y máster que se imparten en la Escuela de Ingeniería de Bilbao de la UPV/EHU. Ha dirigido y ha sido profesor de cursos y seminarios, programas de doctorado y máster en diferentes universidades españolas: Universidad Complutense de Madrid, Universidad Autónoma de Madrid, Universidad Menéndez y Pelayo, Universidad de Extremadura, Universidad Internacional de Andalucía, Universidad de las Islas Baleares, Universidad de La Laguna y en el Instituto de Astrofísica de Canarias. En 2009 promovió y desde entonces es el responsable del Máster en Ciencia y Tecnología Espacial de la UPV/EHU que se imparte en el Aula EspaZio Gela la Escuela de Ingeniería de Bilbao. Es autor del libro de texto para postgrado “An Introduction to Planetary Atmospheres” editado en 2011 por Taylor-Francis and CRC Press (USA). 
A lo largo de su trayectoria profesional ha desarrollado una importante actividad de divulgación científica. Ha pronunciado más de un 125 seminarios y conferencias públicas de divulgación en diversas universidades españolas, así como en museos de ciencia, fundaciones centros y asociaciones culturales y planetarios de toda España. Ha escrito más de 60 artículos de divulgación científica en prensa escrita y en revistas de divulgación de España y del extranjero, así como el libro titulado “Planetas Exteriores” (1987), y varios capítulos para libros y enciclopedias, entre otros en “Origen y Evolución: desde el Big Bang a las sociedades complejas” ( Fundación Botín, Santander, 1999), en “Misterios a la luz de la Ciencia” (servicio editorial  UPV/EHU, 2008), en la “Gran Enciclopedia del Mundo” (Durvan editores, Bilbao) entre 1997 y 2007.

## Premios y distinciones
Ha sido galardonado, entre otros, con los siguientes premios:
- Medalla David Bates en ciencias planetarias y del sistema solar de la European Geophysical Union (2020)

- Premio Euskadi de Investigación (2016)

- Premio Enseñanza y Divulgación de la Física a nivel universitario de la Real Sociedad Española de Física - Fundación BBVA (2014)
- Premio de la Real Sociedad Española de Física-Fundación BBVA al mejor artículo en 2009
- Premio a la colaboración pro-am “Javier Gorosabel” de la Sociedad Española de Astronomía otorgado junto con R. Hueso, D. Martínez-Delgado y otros (2018).